# ТЕС Baixada Fluminense
22°43′24″ пд. ш. 43°38′34″ зх. д. / 22.72333° пд. ш. 43.64278° зх. д.
ТЕС Baixada Fluminense — теплова електростанція у бразильському штаті Ріо-де-Жанейро. 
Станція, введена в експлуатацію в 2014 році, використовує технологію комбінованого парогазового циклу. Вона має один блок потужністю 530 МВт, в якому дві газові турбіни потужністю по 172 МВт живлять через відповідну кількість котлів-утилізаторів одну парову турбіну з показником 196 МВт 
Як паливо станція використовує природний газ, котрий надходить по газопроводу Gasjap.
Видача продукції відбувається по ЛЕП, розрахованій на роботу під напругою 500 кВ.
Можливо також відзначити, що біч-о-біч з майданчиком станції Baixada Fluminense знаходиться ТЕС Серопедіка.